# Heterotardígrads
Els heterotardígrads (Heterotardigrada) constitueixen una classe que inclou aquells tardígrads que presenten apèndixs cefàlics i potes amb quatre dits o urpes separades però similars a cadascuna.
L'anatomia del sistema reproductor és un tret definitori important en la diferenciació dels diferents grups de tardígrads. Els heterotardígrads tenen gonoductes que s'obren a l'exterior a través d'un gonopor preanal, en comptes d'obrir-se al recte com en l'altra classe confirmada de tardígrads, els eutardígrads (la tercera classe, els mesotardígrads, està representada per una única espècie el material de la qual va ser destruït per un terratrèmol, pel que la seva anatomia reproductora no s'ha estudiat recentment).
Alguns dels ordres d'heterotardígrads són marins, altres són terrestres, però tots els tardígrads són aquàtics en el sentit que han d'estar envoltats d'una capa d'humitat per a romandre actius, encara que poden sobreviure en estat latent, si l'hàbitat s'asseca.